# 中島元彦
中島 元彦（なかじま もとひこ、1999年4月18日 - ）は、大阪府大阪市東淀川区出身のプロサッカー選手。Jリーグ・セレッソ大阪所属。ポジションはフォワード、ミッドフィールダー。

## 来歴
2008年からセレッソ大阪のアカデミーで育ち、U-12、西U-15を経て、U-18に所属していた2016年5月に2種登録選手に登録されると、C大阪U-23としてJ3リーグ出場を経験した。
2017年には第18節の鹿児島ユナイテッドFC戦でJ3リーグ初先発すると初ゴールを決めた。2017年9月に翌シーズンのトップチーム昇格が発表された。
2018年よりトップチームに昇格を果たした。J3第3節のカターレ富山戦ではチーム事情により、中学生以来となるボランチでプレーした。最終節、アウェイ開催のG大阪U-23との大阪ダービーでは、1ゴール1アシストで2-0の勝利に貢献。
2019年、第28節、アウェイ開催のG大阪U-23との大阪ダービーでは、後半アディショナルタイムに、直接フリーキックで決勝点を決めて2-1の勝利に貢献。
2020年7月20日からJ2に在籍するアルビレックス新潟へ育成型期限付き移籍で加入。主力として活躍し、35試合に出場。シーズン終了後、セレッソ大阪に復帰を果たした。
2021年J1第9節で、新型コロナウイルスの影響でレヴィー・クルピ監督が不在の中、暫定的に指揮をとっていた小菊昭雄コーチによって出場機会を得た。「ミドルシュートに期待して投入した」という小菊コーチの期待に応えるペナルティエリア手前からのカーブのかかった左足ミドルシュートでJ1初ゴールを記録。ガンバ大阪との大阪ダービーでも得点を決め、U23時代と同様にダービーマッチでの勝負強さをみせた。
2022年4月6日、ベガルタ仙台へ育成型期限付き移籍。途中加入であったが、最初の試合から即ボランチのレギュラーに定着した。リーグ戦33試合4得点7アシスト。途中加入かつ育成型期限付き移籍だったが、「サポーターが選ぶ年間MVP賞」に選ばれた。
2023年、移籍期間を延長。育成型期限付き移籍選手にもかかわらず、ベガルタの歴代レジェンドが着用した背番号「7」を着用。5月13日、「Jリーグ30周年記念マッチ」の一試合として開催された第15節のモンテディオ山形とのみちのくダービーでは後半アディショナルタイムに劇的な決勝ゴールを叩き込んだ。
2024年、育成型期限付き移籍から期限付き移籍へ移行し、移籍期間を延長。5月には仙台に来て初めての複数得点を含めた、5試合4得点の活躍で初の月間MVPを受賞。第29節のいわきFCとの東北ダービーでは2得点の活躍でシーズン自己最高得点記録となる2桁台に乗せた。セカンドトップで起用されることが多く、リーグ戦では38試合出場で13得点5アシストを記録、得点アシスト共にチーム内最多。枠内シュート数はリーグ3位、スルーパス総数はリーグ2位。リーグ戦終了後にサポーターが選ぶ年間MVPを2年振り2度目に受賞した。J1昇格プレーオフ準決勝で、引き分け以下で敗退が決まる状況下、2得点を決めチームを4-1の勝利に導き、幾度となく発揮してきた大舞台での勝負強さをみせた。
2025年、セレッソ大阪に3年ぶりに復帰。背番号は清武弘嗣、柿谷曜一朗、南野拓実らが着用した13番。アーサー・パパス指揮下で、プロ入り後初のワントップで起用された。開幕戦のアウェイ・ガンバ大阪戦で、ドリブルで2人を交わし得点を決め5-2の勝利に貢献した。

## 人物・エピソード
- フリーキックを両足で正確に蹴ることが出来る珍しい選手である[23]。
- ボランチとボランチから前の全てのポジションで起用可能。[要出典]
- 趣味はモバイル版サッカーゲーム「ウイニングイレブン」であり、全国3位となったこともある実力者である[24]。
- eスポーツ大会「Jリーグ eSports ONLINE」では最終節にセレッソ大阪の代表として登場。ヴィッセル神戸の田中順也と対戦し、7-1で圧勝している[24]。
- 仙台時代にNo1”e”Jリーガー選手権の現役Jリーガーが8人参加したゴール争奪戦で、２位に９１ゴール差を付けるダントツの423ゴールを奪い優勝する程の実力者[25]。
- 2022年現在マイナビ仙台レディース所属の矢形海優とはセレッソ時代から親交がある。矢形は「アイス何がうまいか全部知ってるとかしょうもない話で盛り上がってました」と話した[26]。
- eスポーツ大会「Jリーグ efootball 2022シーズン」では解説として参加した。
- 2023年、セレッソへの復帰や、他クラブからのオファーなど様々な選択肢がある中、ベガルタ仙台をJ1に昇格させること、選手としての価値を高めることを目標にベガルタへの移籍期間を延長した。
- 2025年の開幕戦で得点した際にはベガルタ仙台について「充実した3年間でした。お父さん、お母さんのような温かみを持って接していただいていたので。恩返しのようなゴールにもなったと思うので、その意味でも嬉しかったです」と話した[27]。

## 所属クラブ
- 吹田南FC[28]
- 2008年 - 2010年 セレッソ大阪U-12（大阪市立新庄小学校）
- 2012年 - 2014年 セレッソ大阪西U-15（大阪市立新東淀中学校）
- 2015年 - 2017年 セレッソ大阪U-18（興国高等学校）
  - 2016年 - 2017年 セレッソ大阪（2種登録選手）
- 2018年 - セレッソ大阪
  - 2020年7月 - 同年12月 アルビレックス新潟（期限付き移籍）
  - 2022年4月 - 2024年 ベガルタ仙台（期限付き移籍）

## 個人成績
| 国内大会個人成績 | 国内大会個人成績 | 国内大会個人成績 | 国内大会個人成績 | 国内大会個人成績 | 国内大会個人成績 | 国内大会個人成績 | 国内大会個人成績 | 国内大会個人成績 | 国内大会個人成績 | 国内大会個人成績 | 国内大会個人成績 |
| 年度             | クラブ           | 背番号           | リーグ           | リーグ戦         | リーグ戦         | リーグ杯         | リーグ杯         | オープン杯       | オープン杯       | 期間通算         | 期間通算         |
| 年度             | クラブ           | 背番号           | リーグ           | 出場             | 得点             | 出場             | 得点             | 出場             | 得点             | 出場             | 得点             |
| 日本             | 日本             | 日本             | 日本             | リーグ戦         | リーグ戦         | リーグ杯         | リーグ杯         | 天皇杯           | 天皇杯           | 期間通算         | 期間通算         |
| ---------------- | ---------------- | ---------------- | ---------------- | ---------------- | ---------------- | ---------------- | ---------------- | ---------------- | ---------------- | ---------------- | ---------------- |
| 2018             | C大阪            | 28               | J1               | 0                | 0                | 0                | 0                | 0                | 0                | 0                | 0                |
| 2019             | C大阪            | 28               | J1               | 0                | 0                | 0                | 0                | 0                | 0                | 0                | 0                |
| 2020             | C大阪            | 28               | J1               | 0                | 0                | 0                | 0                | -                | -                | 0                | 0                |
| 2020             | 新潟             | 13               | J2               | 35               | 5                | -                | -                | -                | -                | 35               | 5                |
| 2021             | C大阪            | 28               | J1               | 12               | 2                | 2                | 0                | 3                | 0                | 17               | 2                |
| 2022             | C大阪            | 13               | J1               | 0                | 0                | 1                | 0                | -                | -                | 1                | 0                |
| 2022             | 仙台             | 44               | J2               | 33               | 4                | -                | -                | 1                | 0                | 34               | 4                |
| 2023             | 仙台             | 7                | J2               | 32               | 6                | -                | -                | 2                | 0                | 34               | 6                |
| 2024             | 仙台             | 7                | J2               | 38               | 13               | 0                | 0                | 0                | 0                | 38               | 13               |
| 2025             | C大阪            | 13               | J1               |                  |                  |                  |                  |                  |                  |                  |                  |
| 通算             | 日本             | 日本             | J1               | 12               | 2                | 3                | 0                | 3                | 0                | 19               | 2                |
| 通算             | 日本             | 日本             | J2               | 138              | 28               | 0                | 0                | 3                | 0                | 141              | 28               |
| 総通算           | 総通算           | 総通算           | 総通算           | 150              | 30               | 3                | 0                | 6                | 0                | 160              | 30               |

| 2016   | C大23  | 44     | J3     | 3  | 0  | 3  | 0  |
| 2017   | C大23  | 47     | J3     | 10 | 3  | 10 | 3  |
| 2018   | C大23  | 28     | J3     | 31 | 7  | 31 | 7  |
| 2019   | C大23  | 28     | J3     | 34 | 9  | 34 | 9  |
| 2020   | C大23  | 28     | J3     | 0  | 0  | 0  | 0  |
| 通算   | 日本   | 日本   | J3     | 78 | 19 | 78 | 19 |
| 総通算 | 総通算 | 総通算 | 総通算 | 78 | 19 | 78 | 19 |

| 国際大会個人成績 | 国際大会個人成績 | 国際大会個人成績 | 国際大会個人成績 | 国際大会個人成績 |
| 年度             | クラブ           | 背番号           | 出場             | 得点             |
| AFC              | AFC              | AFC              | ACL              | ACL              |
| ---------------- | ---------------- | ---------------- | ---------------- | ---------------- |
| 2018             | C大阪            | 28               | 0                | 0                |
| 2021             | C大阪            | 28               | 5                | 0                |
| 通算             | AFC              | AFC              | 5                | 0                |

その他の公式戦
- 2024年
  - J1昇格プレーオフ：2試合2得点

出場歴
- Jリーグ初出場 - 2016年5月15日 J3第9節 鹿児島ユナイテッドFC戦（鹿児島県立鴨池陸上競技場）
- Jリーグ初得点 - 2017年7月23日 J3第18節 鹿児島ユナイテッドFC戦（ヤンマースタジアム長居）

## 代表歴
- U-16日本代表
  - U-16インターナショナルドリームカップ（2015年）
- U-17日本代表
  - サニックス杯国際ユースサッカー大会（2016年）
  - 国際ユースサッカーin新潟（2016年）
  - 第23回バツラフ・イェジェク国際ユーストーナメント（2016年）
- U-18日本代表
  - コパ・デル・アトランティコ（スペイン語版）（2017年）
  - U18リスボン国際トーナメント（2017年）
  - U19-Four Nations（2017年）
- U-19日本代表
  - ブラジル遠征（2018年）

## タイトル

### クラブ
- セレッソ大阪U-15
  - 高円宮杯U-15サッカーリーグ関西 サンライズリーグ:1回 (2014年)
  - 高円宮杯 JFA 全日本U-15サッカー選手権大会（2015年）

- セレッソ大阪
  - FUJI XEROX SUPER CUP：1回（2018年）

### 個人
- ベガルタ仙台「サポーターが選ぶ年間MVP賞」：2回（2022年、2024年）
- 明治安田J2リーグ月間MVP：1回（2024年5月）
- JPFAアワード J2ベストイレブン:1回 (2024年)
- 明治安田J2リーグ優秀選手賞：1回（2024年）[29]